# Íñigo Quintero
Íñigo Quintero Dolz del Castellar (La Corunya), 12 de desembre de 2001), més conegut pel seu nom artístic Íñigo Quintero, és un cantant i compositor espanyol. Es va fer popular amb el tema "Si no estàs" el 2023, aconseguint el número u a les llistes d'Espanya, França i Suïssa, entre d'altres.

## Biografia
Els pares d'Íñigo Quintero procedeixen del municipi de Pontedeume, on actualment regenten una farmàcia. Ell té set germans: Ana, Bosco, Carlos, Jaime, Jorge, Josemaría i Pablo. Va estudiar al Col·legi de Foment Peñarredonda de la capital corunyesa, vinculat a l'Opus Dei. Realitza els seus estudis universitaris de Psicologia i Magisteri al Centre Universitari Villanueva (CUV), adscrit a la Universitat Complutense de Madrid, i residint al Col·legi Major Moncloa.
Al setembre de 2022 va llançar a Spotify el seu senzill "Si no estàs"; la lletra tracta directament de la seva relació amb Déu, encara que també se li ha donat altres interpretacions com una història de desamor entre persones o la manca d'un ésser estimat. No seria fins a un any després quan es va tornar viral gràcies a la xarxa social TikTok. En només una setmana, la cançó va ser escoltada sis milions de vegades a Spotify. L'octubre del 2023 portava més de cent vint-i-cinc milions de reproduccions. El 23 d'octubre d'aquell any es va convertir en número u mundial de Spotify, sent el primer tema d'un artista espanyol en solitari que ho aconsegueix.

## Discografia

### Senzills
- Si no estás (2022)
- Sobredosis (2023)
- Será por ti (2023)
- Sin tiempo para bailar (2023)